# Atys (Lully)
Atys är en opera (Tragédie en musique) i prolog och fem akter med musik av Jean-Baptiste Lully och libretto av Philippe Quinault byggd på Ovidius dikt Fasti.

## Historia
Operan var Lullys och Quinaults fjärde samarbete tillsammans och den hade premiär den 10 januari 1676 inför det kungliga hovet på slottet i Saint-Germain-en-Laye. Operan fick snabbt rykte som kung Ludvig XIV:s favoritopera och fick därför tillnamnet "L'opéra du Roi" (Kungens opera).
Innehållet är en tragedi om obesvarad kärlek och gudomligt missnöje, och är en av de få operor av Lully som slutar i katastrof för de inblandade. Modergudinnan Kybele älskar hjälten Attis men denne kastrerar sig själv efter att ha varit otrogen och förvandlas till ett pinjeträd.

## Personer
Prologen:
- Le Temps, Tiden (baryton)
- Flore, blomstergudinnan Flora (sopran)
- Melpomène, Melpomene tragedins musa (sopran)
- Iris (sopran)
- Sefyr (haute-contre)
- Hercule, Anthæe, Castor och Pollux, Lyncée, Idas, Eteocles, Polynices (dansare)

Tragedin:
- Atys (Attis) (haute-contre)
- Sangaride, nymf, dotter till floden Sangarius (sopran)
- Cybèle (Kybele), modergudinnan (sopran)
- Celænus, kung av Frygien och son till Neptunus, förälskad i Sangaride (baryton)
- Idas, Atys vän och Doris broder (bas)
- Doris, nymf, Sangarides väninna och syster till Idas (sopran)
- Mélisse, Cybèles förtrogna och prästinna (soprano)
- Le Sommeil, sömnens gud (haute-contre)
- Morphée, drömmarnas gud (haute-contre)
- Phobétor, drömgud (baryton)
- Phantase, drömgud (tenor)
- Flodguden Sangarius, far till Sangaride (bas)
- Alecton, en furie (stum roll)

## Handling
Prolog
För att ära kung Ludvig XIV av Frankrike lovar Tiden evig ära åt den störste hjälten; gudinnan Flora önskar ge sin tribut till hjälten innan han ger sig ut i krig, men Melpomène avbryter och distraherar honom med historien om Atys.
Akt I
Atys väcker frygierna för att förbereda ett välkomnande för gudinnan Cybèle. Idas hånar hans entusiasm och frågar om det är Kärleken som håller honom vaken? Sangaride anländer och låtsas vara förtjust vid möjligheten att får gifta sig med Celaenus, särskilt som Cybèle kommer att närvara. Men när hon blir ensam begråter hon sitt öde och sin starka kärlek till Atys. När Atys kommer in och finner henne sorgsen bekänner han till Sangarides förvåning sin kärlek till henne.
Akt II
Både Atys och Celaenus önskar agera som Cybèles överstepräst. Hon väljer Atys, som hon älskar i smyg, och erkänner att det är för denna kärleks skull som hon har kommit snarare än för bröllopet mellan Celaenus och Sangaride. Atys mottager beviset på sitt ämbete.
Akt III
Cybèle gör så att Atys faller i djup sömn. Ljuva drömmar sjunger om kärlek, men onda mardrömmar varnar honom för straffet att trotsa gudarna. Han vaknar och finner att Cybèle är bara alltför ivrig att trösta honom. Sangaride ber Cybèle att rädda henne från äktenskapet med Celaenus som hon inte älskar. Atys är förvirrad och stödjer hennes önskar och Cybèle gissar deras gemensamma passion.
Akt IV
Sangaride missförstår Atys förvirring som dold passion för Cybèle och gråter över den otacksamme Atys. Men han förklarar sig och de svär evig kärlek. Atys går till Sangarides fader i sin roll som överstepräst och ber honom i Cybèles namn att ställa in bröllopet mellan Sangaride och Celaenus.
Akt V
När Celaenus hör detta konfronterar han Cybèle. De inser att Atys har lurat dem och de beslutar att straffa de älskande. Cybèle kastar en förbannelse över Atys som i sin blindhet hugger ned Sangaride. När han ser vad han gjort försöker Atys begå självmord, men Cybèle förhindrar dådet och förvandlar honom till ett träd. Hon blir ensam kvar att fira sin ihåliga seger och att begråta han som hon har förlorat för evigt.